# Grijskopinezia
De grijskopinezia (Inezia inornata) is een zangvogel uit de familie Tyrannidae (tirannen).

## Verspreiding en leefgebied
Deze soort komt voor van zuidoostelijk Peru tot noordwestelijk Argentinië, Paraguay, zuidwestelijk en amazonisch Brazilië.

## Status
De grootte van de populatie is niet gekwantificeerd maar de soort wordt omschreven als vrij algemeen. Op de Rode lijst van de IUCN heeft deze soort de status niet bedreigd.